# Bad Goisern am Hallstättersee
Bad Goisern am Hallstättersee là một thị xã ở bang Oberösterreich, nước Áo. Đô thị này có diện tích 112,5 km², dân số thời điểm ngày 31 tháng 12 năm 2005 là 7578 người. Đô thị này là một phần của khu vực nghỉ dưỡng Salzkammergut.

## Người địa phương nổi tiếng
- Hubert von Goisern (tên thật: Hubert Achleitner) (*1952)
- Jörg Haider (1950-2008)
- Ursula Haubner (*1945)